# Csíkos törpeguvat
A csíkos törpeguvat (Laterallus fasciatus) a madarak osztályának darualakúak (Gruiformes) rendjébe és a guvatfélék (Rallidae) családjába tartozó faj.

## Rendszerezése
A fajt Philip Lutley Sclater és Osbert Salvin írták le 1868-ban, a Porzana nembe Porzana fasciata néven. Besorolása vitatott, egyes szervezetek még mindig ide sorolják, de sorolják az Anurolimnas nembe Anurolimnas fasciatus néven.

## Előfordulása
Brazília, Ecuador, Kolumbia és Peru területén honos. Természetes élőhelyei a szubtrópusi vagy trópusi síkvidéki esőerdők és cserjések, valamint másodlagos erdők. Állandó, nem vonuló faj.

## Megjelenése
Testhossza 20 centiméter.

## Természetvédelmi helyzete
Az elterjedési területe rendkívül nagy, egyedszáma viszont ismeretlen. A Természetvédelmi Világszövetség Vörös listáján nem fenyegetett fajként szerepel.